# Meyrueis
Meyrueis är en kommun i departementet Lozère i regionen Occitanien i södra Frankrike. Kommunen ligger i kantonen Meyrueis som tillhör arrondissementet Florac. År 2022 hade Meyrueis 778 invånare.

## Befolkningsutveckling
Antalet invånare i kommunen Meyrueis
| Referens: INSEE |